# Man-Child
Man-Child je petnajsti studijski album ameriškega jazzovskega pianista Herbieja Hancocka, ki je izšel 22. avgusta 1975 pri založbi Columbia Records.

## Pregled
Man-Child je eden izmed najbolj funkovsko usmerjenih Hancockovih albumov in predstavlja njegov nadaljnji odmik od "jazza višje atmosfere", kot ga je sam opisal, na začetku kariere. Hancock uporablja več funkovskih ritmov, ki se gibljejo okrog Hi-hat činele in malega bobna. Skladbe so karakterizirane s kratkimi, ponavljajočimi rifi ritem sekcije, trobil in basovskih linij. Album vsebuje manj improvizacij celotne zasedbe in bolj koncentrirane groove s kratkimi soli trobil ali Hancocka na sintetizatorju in Fender Rhodesu. Ta album vsebuje tudi dodatek električne kitare h Hancockovemu novemu zvoku, s katerim je začel pet let prej z albumom Fat Albert Rotunda. Na albumu tako sodelujejo trije kitaristi, Melvin "Wah-Wah Watson" Ragin, DeWayne "Blackbyrd" McKnight in David T. Walker. Njihova dobršna uporaba wah-wah pedala in poudarjenimi akordi na predtakt, je tisto, kar daje albumu distinktiven in bolj funkovski ritem. Rifi so hitri in energični s ponavljajočimi vzorci, ki kombinirajo s številnimi glasovi (trobila, klavir, bas, sintetizator, kitara, bobni, tolkala). Trobilna sekcija pri skladbi »Hang Up Your Hang Ups« igra ponavljajoče rife v unisonu, ki alterirajo in jim odgovarjajo električni klavir, sintetizator in električna kitara v kratkih trenutkih call-response.
Paul Jackson, Bill Sumers, Harvey Mason, Bennie Maupin in Mike Clark iz skupine The Headhunters, so predtem s Hancockom koncertirali in snemali tri leta. To je bil njihov zadnji skupni album.

## Seznam skladb
Avtor vseh skladb je Herbie Hancock, razen kjer je posebej napisano.
| Št. | Naslov                                            | Dolžina |
| --- | ------------------------------------------------- | ------- |
| 1.  | „Hang Up Your Hang Ups‟ (Hancock, Ragin, Jackson) | 7:29    |
| 2.  | „Sun Touch‟                                       | 5:12    |
| 3.  | „The Traitor‟ (Hancock, Ragin, Johnson, Shorter)  | 9:38    |
| 4.  | „Bubbles‟ (Hancock, Ragin)                        | 9:03    |
| 5.  | „Steppin' in It‟                                  | 8:42    |
| 6.  | „Heartbeat‟ (Hancock, Ragin, Jackson)             | 5:16    |

## Zasedba
- Herbie Hancock – klavir, klaviature
- Bud Brisbois – trobenta
- Jay DaVersa – trobenta
- Garnett Brown – trombon
- Dick Hyde – trombon, tuba
- Wayne Shorter – altovski saksofon, sopranski saksofon
- Bennie Maupin – sopranski saksofon, tenorski saksofon, basovski klarinet, altovska flavta, basovska flavta, saxello, tolkala
- Jim Horn – flavta, saksofon
- Ernie Watts – flavta, saksofon
- Dewayne McKnight, David T. Walker –  kitara
- Wah Wah Watson – sintetizator, kitara
- Henry E. Davis – bas kitara
- Paul Jackson –  bas kitara
- Louis Johnson –  bas kitara
- Mike Clark – bobni
- James Gadson – bobni
- Harvey Mason – bobni
- Stevie Wonder – orglice
- Bill Summers – tolkala